# Superman (cartoons jaren 40)
De Superman comics, ook wel bekend als de Fleischer Superman comics" was een serie van 17 korte technicolor tekenfilms over de superheld Superman. De filmpjes van elk ongeveer 10 minuten werden geproduceerd tussen 1941 en 1943.

## Geschiedenis
Midden 1941 waren de broers Max en Dave Fleischer net klaar met hun animatiefilm Gulliver's Travels, en zaten al na te denken over hun volgende project. Ze wilden niet nog een groot project zoals een film doen. Paramount benaderde de twee met het idee voor een serie korte tekenfilmpjes over Superman, wiens stripboeken toen al erg populair waren. Aanvankelijk zagen de broers niets in dit idee en probeerden Paramount te ontmoedigen door te vermelden dat zo’n serie toch al gauw $100.000 per filmpje ging kosten. Tot hun verbazing ging Paramount akkoord met een budget van $50.000 - de helft van het genoemde bedrag maar nog altijd aanzienlijk meer dan de gemiddelde kosten van andere cartoons.
De eerste cartoon kwam uit op 26 september 1941 en werd genomineerd voor de Academy Award voor beste korte film in 1942.
De eerste negen filmpjes werden geproduceerd door Fleischer Studios (waar ook de bijnaam van de tekenfilms vandaan komt). In 1942 werd Fleischer opgedoekt en gereorganiseerd tot Famous Studios. Deze studio produceerde de overige 8 filmpjes direct onder toezicht van Paramount.
Na 17 filmpjes stopte de serie omdat het te duur werd meer filmpjes te maken. Het eerste filmpje had een budget van $50.000 (gelijk aan $1.316.000 vandaag de dag), en de andere zestien elk $30.000. Verder zag Paramount dat de filmpjes steeds minder populair werden bij bioscopen.
Alle zeventien filmpjes werden in 1955 verkocht aan Motion Pictures voor televisie. De serie wordt door velen nog altijd gezien als een van de beste animatieseries uit de jaren veertig. In 1994 eindigde de serie op de 33e plaats in de top 50 van beste cartoons ooit.

## Invloed
Jaren later had de serie sterke invloed op de creatie van de series Batman: The Animated Series, Superman: The Animated Series, en de film Sky Captain and the World of Tomorrow. De Japanse animatieregisseur Hayao Miyazaki haalde inspiratie uit de robots van het filmpje "The Mechanical Monsters" en gebruikte hun ontwerp voor zijn film Castle in the Sky.

## Filmpjes

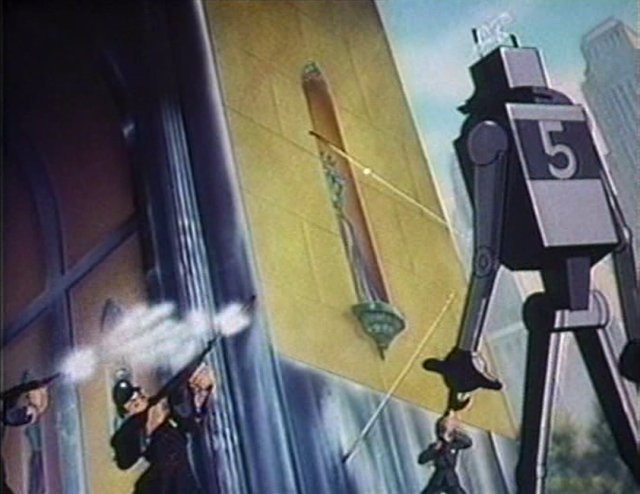
Een robot uit de aflevering The Mechanical Monsters.

### Fleischer Studios

#### 1941
- Superman (a.k.a. The Mad Scientist) (26 september)[4]
- The Mechanical Monsters (28 november)[5]

#### 1942
- Billion Dollar Limited (9 januari)[6]
- The Arctic Giant (27 februari)[7]
- The Bulleteers (27 maart)[8]
- The Magnetic Telescope (2 april)[9]
- Electric Earthquake (15 mei)[10]
- Volcano (10 juli)[11]
- Terror on the Midway (August 28)[12]

### Famous Studios

#### 1942
- Japoteurs (18 september)[13]
- Showdown (16 oktober)[14]
- Eleventh Hour (20 november)[15]
- Destruction, Inc. (25 december)[16]

#### 1943
- The Mummy Strikes (19 februari 19)[17]
- Jungle Drums (26 maart)[18]
- The Underground World (18 juni)[19]
- Secret Agent (30 juli)[20]